# Pegomya affinis
Pegomya affinis är en tvåvingeart som beskrevs av Stein 1898. Pegomya affinis ingår i släktet Pegomya och familjen blomsterflugor. Inga underarter finns listade i Catalogue of Life.